# Andrea Lynch
Andrea Joan Caron Lynch (ur. 24 listopada 1952 na Barbadosie) – brytyjska lekkoatletka, sprinterka, dwukrotna olimpijka.

## Życiorys
Urodziła się na Barbadosie, ale jako dziecko przeniosła się do Wielkiej Brytanii.
Zdobyła srebrny medal w biegu na 100 metrów na mistrzostwach Europy juniorów w 1970 w Paryżu, przegrywając jedynie z Heleną Kerner z Polski. Na tych samych mistrzostwach zajęła 5. miejsce w sztafecie 4 × 100 metrów i odpadła w eliminacjach biegu na 200 metrów.
Na igrzyskach olimpijskich w 1972 w Monachium odpadła w półfinale biegu na 100 metrów, a w sztafecie 4 × 100 metrów zajęła 7. miejsce. Odpadła w półfinale biegu na 60 metrów na halowych mistrzostwach Europy w 1973 w Rotterdamie.
Jako reprezentantka Anglii zdobyła srebrne medale w biegu na 100 metrów i sztafecie 4 × 100 metrów (w składzie: Barbara Martin, Lynch, Judy Vernon i Sonia Lannaman) na igrzyskach Brytyjskiej Wspólnoty narodów w 1974 w Christchurch. Startując w barwach Wielkiej Brytanii zdobyła srebrny medal w biegu na 60 metrów na halowych mistrzostwach Europy w 1974 w Göteborgu, przegrywając jedynie z Renate Stecher z NRD. 22 czerwca 1974 wyrównała rekord świata w biegu na 60 metrów czasem 7,2 s.
Zdobyła brązowy medal w biegu na 100 metrów (za Ireną Szewińską i Renate Stecher na mistrzostwach Europy w 1974 w Rzymie. Na tych mistrzostwach zajęła również 4. miejsce w sztafecie 4 × 100 metrów (w składzie: Linda Barratt, Denise Ramsden, Helen Golden i Lynch) oraz odpadła w eliminacjach biegu na 200 metrów. Zwyciężyła w biegu na 60 metrów na halowych mistrzostwach Europy w 1975 w Katowicach.
Zajęła 7. miejsce w finale biegu na 100 metrów oraz 8. miejsce w sztafecie 4 × 100 metrów (w składzie: Wendy Clarke, Ramsden, Sharon Colyear i Lynch) na igrzyskach olimpijskich w 1976 w Montrealu. Zdobyła srebrny medal w biegu na 100 metrów i brązowy medal w biegu na 200 metrów na letniej uniwersjadzie w 1977 w Sofii. Startując w reprezentacji Europy zwyciężyła w sztafecie 4 × 100 metrów (w składzie: Elvira Possekel, Lynch, Annegret Richter i Lannaman) podczas pierwszego pucharu świata w 1977 w Düsseldorfie.
Lynch była mistrzynią Wielkiej Brytanii (AAA) w biegu na 100 metrów w 1973, 1975 i 1976, wicemistrzynią na tym dystansie w 1974 oraz brązową medalistką w 1981, a w hali mistrzynią w biegu na 60 metrów w 1973, 1975 i 1976.
Trzykrotnie poprawiała rekord Wielkiej Brytanii w biegu na 100 metrów do czasu 11,16 s (11 lipca 1975 w Londynie) i czterokrotnie w sztafecie 4 × 100 metrów do czasu 43,44 s (30 lipca 1976 w Montrealu).
Po zakończeniu kariery zawodniczej założyła organizację Kids Are People Too, która promuje zdrowy styl życia i uprawianie lekkiej atletyki wśród dzieci. Została odznaczone Orderem Imperium Brytyjskiego V klasy (MBE).
Jest byłą żoną kanadyjskiego lekkoatlety i olimpijczyka Briana Saundersa.